# داميان ديلاني
داميان ديلاني (بالإنجليزية: Damien Delaney)‏ مواليد 20 يوليو 1981 في كورك، جزيرة أيرلندا، هو لاعب كرة قدم يلعب مع كريستال بالاس كمدافع.

## المسيرة الاحترافية

### أندية لعب لها
- ليستر سيتي
- هال سيتي
- كوينز بارك رينجرز
- إيبسويتش تاون
- كريستال بالاس

## روابط خارجية
- داميان ديلاني على موقع قاعدة بيانات كرة القدم.إي يو (الإنجليزية)
- داميان ديلاني على موقع ناشيونال فوتبول تيمز (الإنجليزية)
- داميان ديلاني على موقع Soccerbase.com (لاعب) (الإنجليزية)
- داميان ديلاني على موقع Soccerway.com (الإنجليزية)
- داميان ديلاني على موقع عالم كرة القدم.نت (الإنجليزية)
- داميان ديلاني على موقع AS.com (الإسبانية)